# Aymavilles
Aymavilles (pron. fr. AFI: [ɛmavil] , Le-z-Amaveulle in patois valdostano) è un comune italiano di 2 095 abitanti della Valle d'Aosta.

## Geografia fisica

### Territorio
Il capoluogo (chef-lieu) è situato all'imbocco della Val di Cogne, e il territorio comunale occupa la parte bassa della vallata, fino ai villaggi di Vieyes e Sylvenoire.
- Classificazione sismica: zona 4 (sismicità molto bassa)[6]

### Clima
Il clima invernale è molto influenzato dal fatto che il comune si trovi all'envers, infatti le temperature sono tendenzialmente sempre al di sotto di 0 °C a causa della bassa esposizione solare. Tuttavia possono esserci delle giornate più miti a causa del föhn. Le precipitazioni sono quasi sempre nevose. L'estate è calda ma ventilata e caratterizzata da episodi temporaleschi. La primavera e l'autunno sono le stagioni dove si concentrano la maggior parte delle precipitazioni. Salendo di quota verso le frazioni più alte, il clima diventa tipicamente alpino.

## Origini del nome
Il toponimo deriva dal nome di un colono vissuto durante l'epoca romana, Aimus [Patavinus], come riportato inoltre sul ponte acquedotto di Pont d'Aël, con il suffisso -villes, utilizzato per designare un villaggio centrale di un comune (= capoluogo), com'è il caso di Villes-dessus e Villes-dessous a Introd.

## Storia
Da Aymavilles, epoca romana, passava la via delle Gallie, strada romana consolare fatta costruire da Augusto per collegare la Pianura Padana con la Gallia.
In epoca fascista, dal 1939 al 1946, il comune fu accorpato a quello di Villanova Baltea al 1945.

### Simboli

Stemma comunale

Lo stemma comunale e il gonfalone sono stati concessi con decreto del presidente della Giunta Regionale del 16 dicembre 1999.
Il leone nero in campo d'oro è il simbolo dei nobili d'Aymaville (de Amavilla), signori del luogo tra il XII e il XIV secolo; nel secondo quarto lo stemma dei baroni di Challant-Aymavilles, padroni del feudo nel 1354; nel terzo quarto è raffigurato il castello di Aymavilles; i due campanili sono quelli delle chiese medievali di Saint-Martin e di Saint-Léger che nel 1926 furono riunite nella parrocchia di Cristo Re. I rami che circondano lo scudo, al posto delle consuete fronde di quercia e d'alloro, si riferiscono alle principali produzioni agricole della zona.
Il gonfalone è un drappo partito di rosso e di nero.

## Monumenti e luoghi d'interesse

### Architetture religiose
- Chiesa parrocchiale di Cristo Re

#### La chiesa di Saint-Léger
Storicamente per lunghi secoli il comune ha avuto due parrocchie, quella di Saint-Léger-d'Autun (it., San Leodegario), e quella di Saint-Martin. Le due parrocchie furono unificate nel 1926.

### Architetture militari
Il paese è dominato dal suo castello posto su una collina morenica in posizione dominante.
Le prime notizie risalgono al 1278. Della torre duecentesca rimangono le grosse murature d'ambito. Nel 1357, Aimone di Challant diede via a opere di rinforzo difensivo della struttura. Ora è di proprietà della regione, ed è stato oggetto di importanti interventi di ristrutturazione.

La casaforte d'Allian, ancora presente nel 1722, era edificata a ponente della chiesa parrocchiale di Saint-Martin, nella località Tour d'Allian. I materiali della casaforte in rovina vennero utilizzati per l'edificazione della stessa.
La casaforte Montbel, nell'omonima frazione, è oggi trasformata in abitazione rurale.
André Zanotto ricorda anche la presenza ad Aymavilles di costruzioni oggi non più esistenti, quali il castello di Châtellet parte della ricognizione feudale di Giacometto (Jacquemet) d'Aymaville del 1297, e la Tour du Bois, citata in un documento del 1308.

### Architetture civili

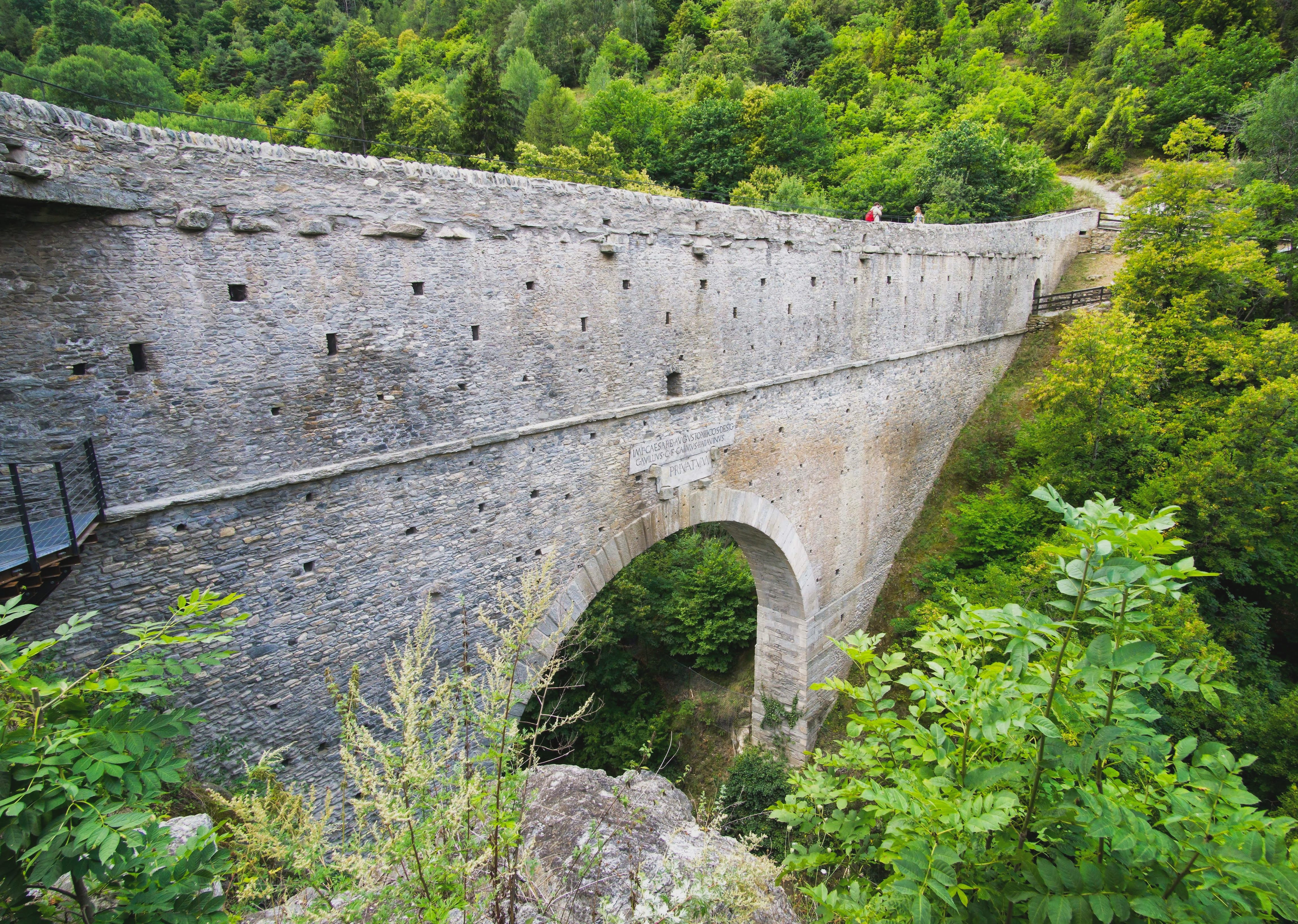
Il Pont d'Aël, acquedotto romano sulla Grand Eyvia, all'ingresso della val di Cogne

- Il Pont d'Aël, ponte acquedotto parte della strada romana che da Aosta conduceva al Colle del Piccolo San Bernardo
- A Ozein, nella località Pos, si trova la Tornalla, localmente chiamata anche Casa del vescovo (in francese, Maison de l'évêque)[12][13], di minor pregio, con scala a chiocciola interna. L'edificio si presenta in pessimo stato ed è recintato perché pericolante

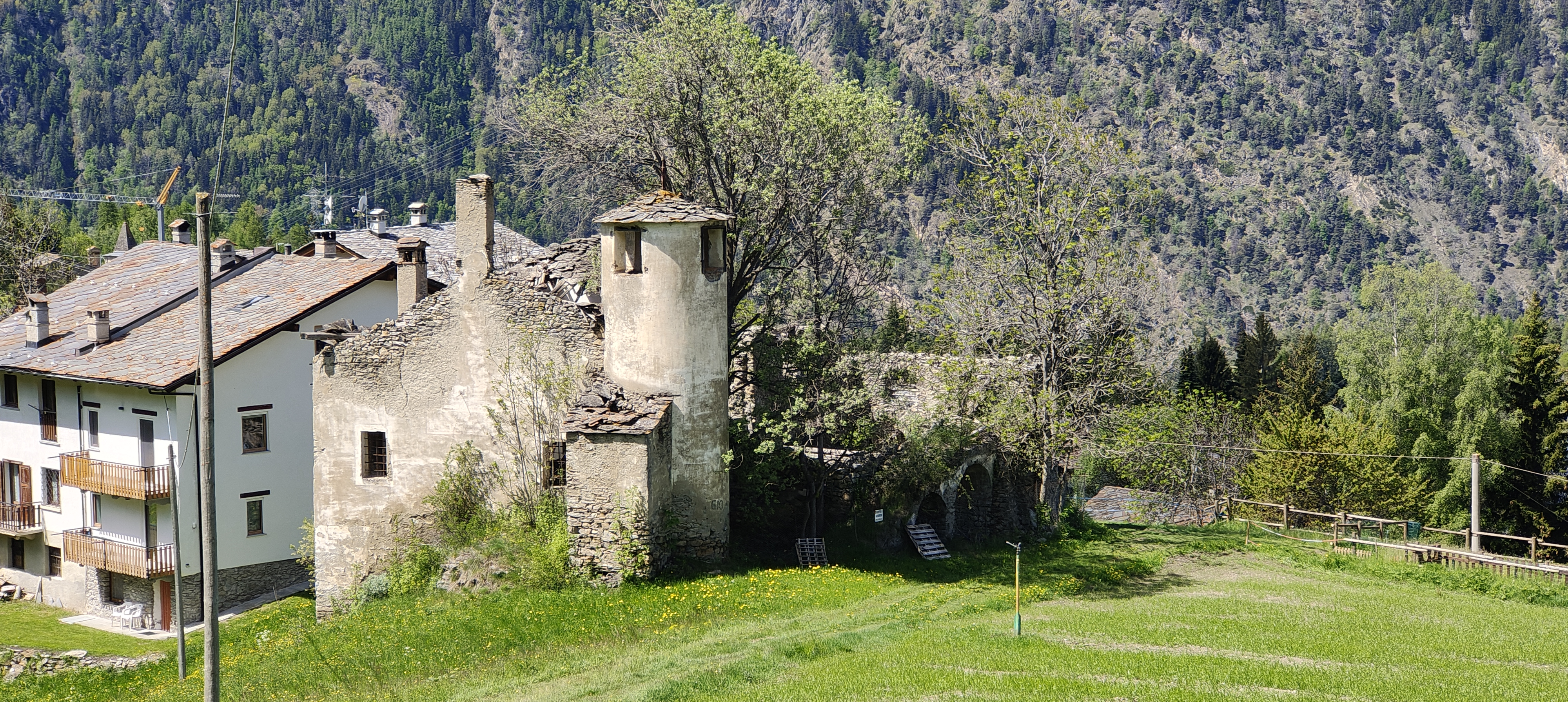
La Tornalla.

- Il ponte di Chevril era un ponte in legno costruito nel 1865 insieme alla Strada Regionale 47, in val di Cogne, al limite comunale con Cogne, dove la strada attraversa il torrente Grand Eyvia. Crollato nel 2011, era il simbolo del collegamento con il fondovalle e rappresentava un'opera di grande tecnica e importante reperto storico del Regno d'Italia[14].

### Aree naturali
- Parco nazionale del Gran Paradiso
- Le miniere di Pompiod[15], oggi abbandonate, sono l'habitat per eccellenza dei pipistrelli in Valle d'Aosta: è qui che diverse specie di chirotteri trovano rifugio, ibernandosi e riproducendosi: il sito, insieme al castello di Aymavilles in cui per diversi anni una colonia di Myotis myotis ha trovato il luogo adatto alla riproduzione, è riconosciuto come sito di interesse comunitario (cod. SIC: IT1205034)[16][17]
- L'ambiente naturale del Pont d'Aël è sito di interesse comunitario (cod. IT1205030, 183 ha)

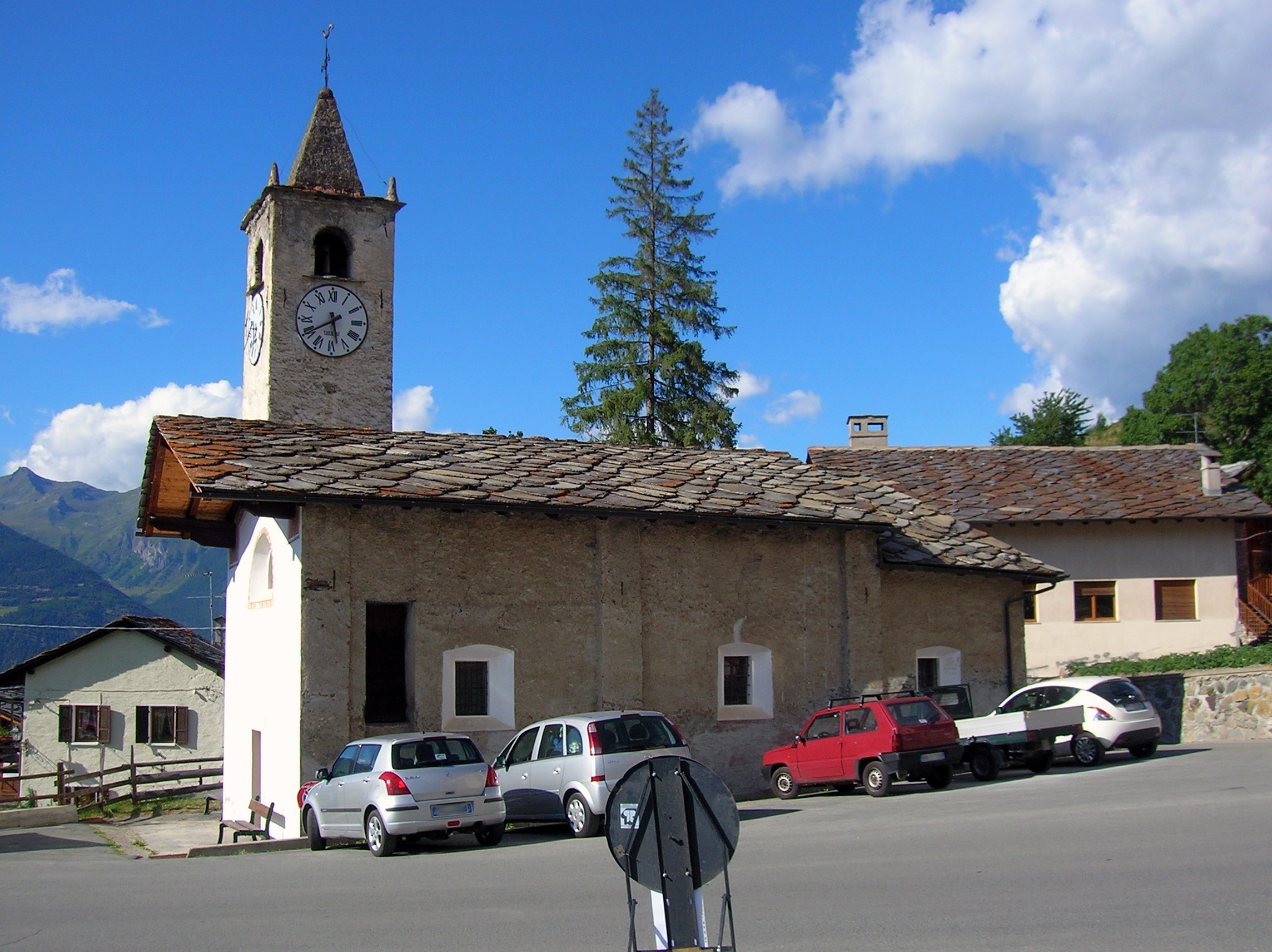
La chiesa di Ozein

## Società

### Evoluzione demografica
Abitanti censiti

### Istituzioni, enti e associazioni
Ad Aymavilles si trova la sede della cooperativa di viticoltori la Cave des onze communes (in francese, Cantina degli undici comuni), che raggruppa i produttori di Aymavilles e di altri dieci comuni limitrofi.

## Cultura

### Biblioteche
Nel capoluogo, località Chef-lieu nº 27, ha sede la biblioteca comunale.

### Cucina

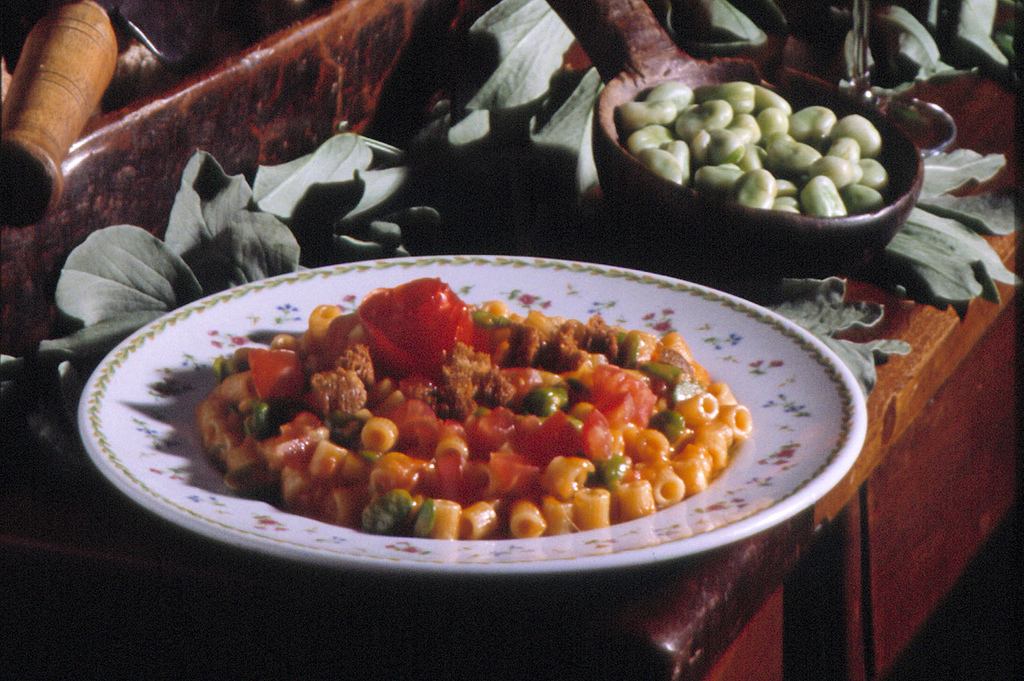
Favò

La Faveau (in dialetto valdostano, Favò), uno dei piatti tipici minori della cucina valdostana, è una minestra di fave originaria di Ozein, villaggio di Aymavilles.

## Geografia antropica

### Frazioni
Le Bettex, La Camagne, Caouz, Chef-lieu, Cerignan, Le Chabloz, Champagnole, Champessolin, Champlan, Champleval-Dessous, Le Château, Cheriettes, Chevril, Clos-Savin, La Cleyvaz, La Combaz-de-la-Donnaz, Crétaz-Saint-Martin, Le Croux, Le Dialley, La Ferrière, Le Folliex, Le Fournier, Gallièse, Le Géraudey, Le Glassier, Les Léonard, Lillaz, Le Micheley, Le Montbel, Les Moulins, Orsière, Ozein (Le Belley, Le Chantel, Le Dailley, La Charrère, Les Murasses, Pos, Vers-les-Prés, La Ville), Pesse, Pognon, Pompiod, Le Pont-d'Aël, La Poyaz, La Roche, Saint-Léger, Saint-Maurice, Seissogne, Sylvenoire, Tour-d'Allian (Villetos), Turlin (Chanabertaz, Turlin-Dessous, Turlin-Dessus), Les Urbains, Venoir, Vercellod, Vieyes.

## Economia

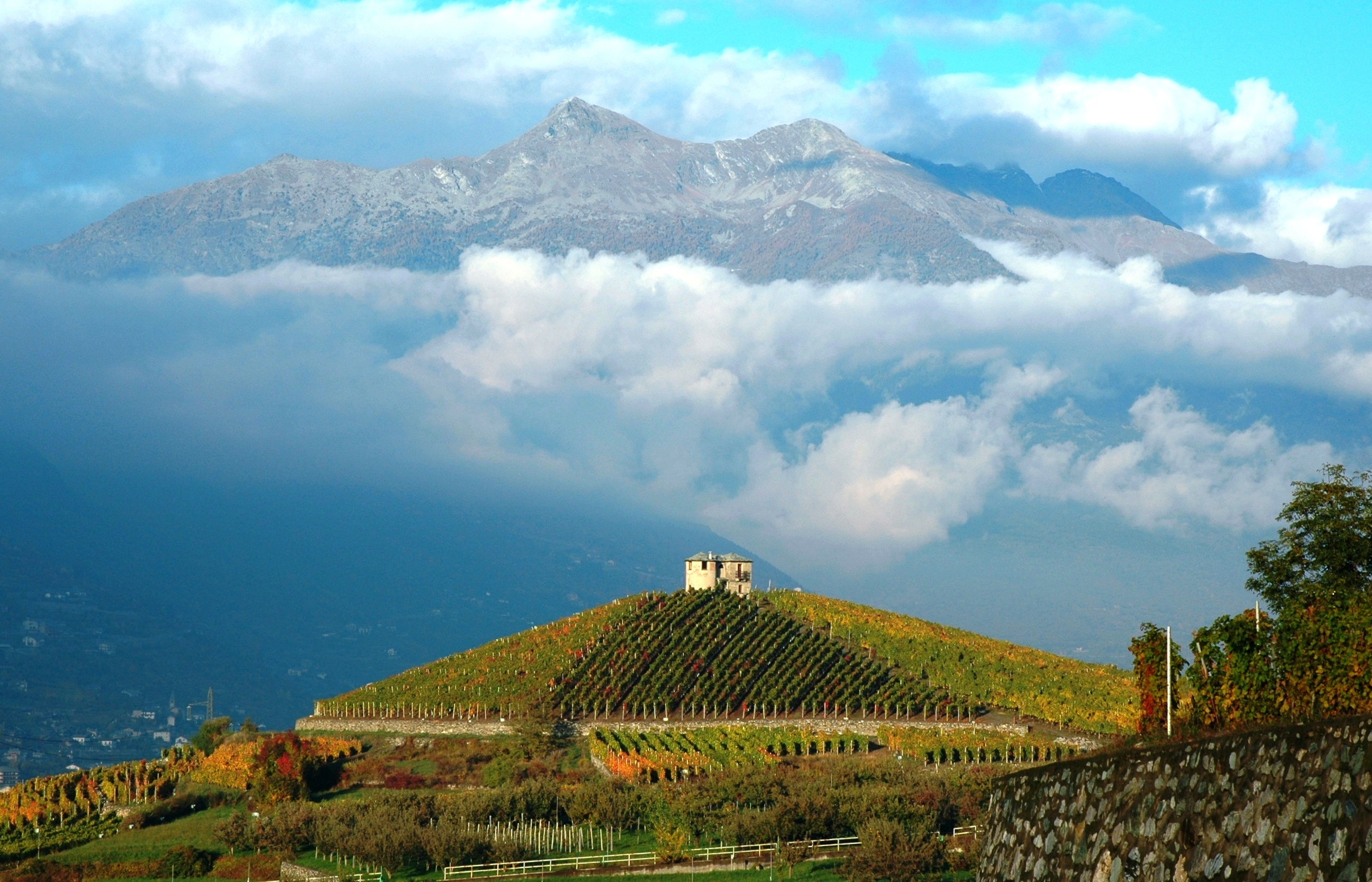
La collina de Les Crêtes

L'economia è fortemente legata all'agricoltura. Nel territorio sono presenti vari vitigni che vengono utilizzati localmente per la produzione di vini locali
Come in molti comuni valdostani anche nel comune di Aymavilles si produce energia idroelettrica. La centrale idroelettrica di Aymaville sfrutta le acque del torrente Grand Eyvia e lo scarico della centrale idroelettrica di Grand Eyvia. La centrale di Grand Eyvia, sempre sul territorio comunale, utilizza le acque della Dora Baltea e le acque di scarico delle centrali di Champagne 1, Champagne 2 e Chavonne.

## Amministrazione

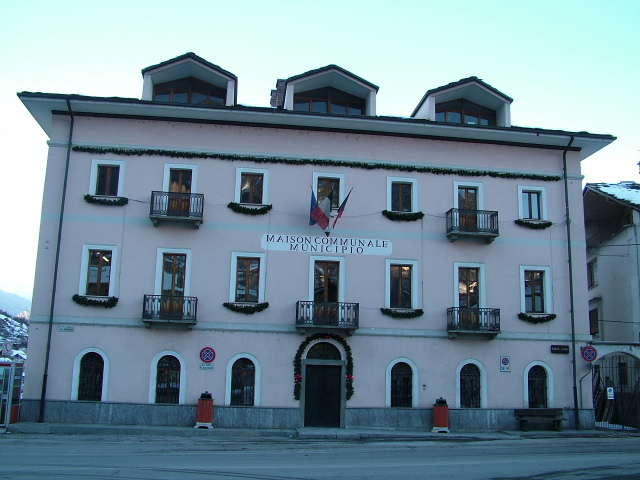
Il municipio

Fa parte dell'Unité des Communes valdôtaines Grand-Paradis.
Di seguito è presentata una tabella relativa alle amministrazioni che si sono succedute in questo comune.
| Periodo        | Periodo        | Primo cittadino   | Partito          | Carica  | Note   |
| -------------- | -------------- | ----------------- | ---------------- | ------- | ------ |
| 28 giugno 1985 | 24 maggio 1990 | Guido Jérusel     | Union Valdôtaine | Sindaco | [ 22 ] |
| 24 maggio 1990 | 29 maggio 1995 | Germano Gorrex    | -                | Sindaco | [ 22 ] |
| 29 maggio 1995 | 8 maggio 2000  | Germano Gorrex    | Union Valdôtaine | Sindaco | [ 22 ] |
| 8 maggio 2000  | 9 maggio 2005  | Fedele Belley     | lista civica     | Sindaco | [ 22 ] |
| 9 maggio 2005  | 24 maggio 2010 | Fedele Belley     | lista civica     | Sindaco | [ 22 ] |
| 24 maggio 2010 | 11 maggio 2015 | Luciano Saraillon | lista civica     | Sindaco | [ 22 ] |
| 11 maggio 2015 | in carica      | Loredana Petey    |                  | Sindaco | [ 22 ] |

## Sport

### Calcio

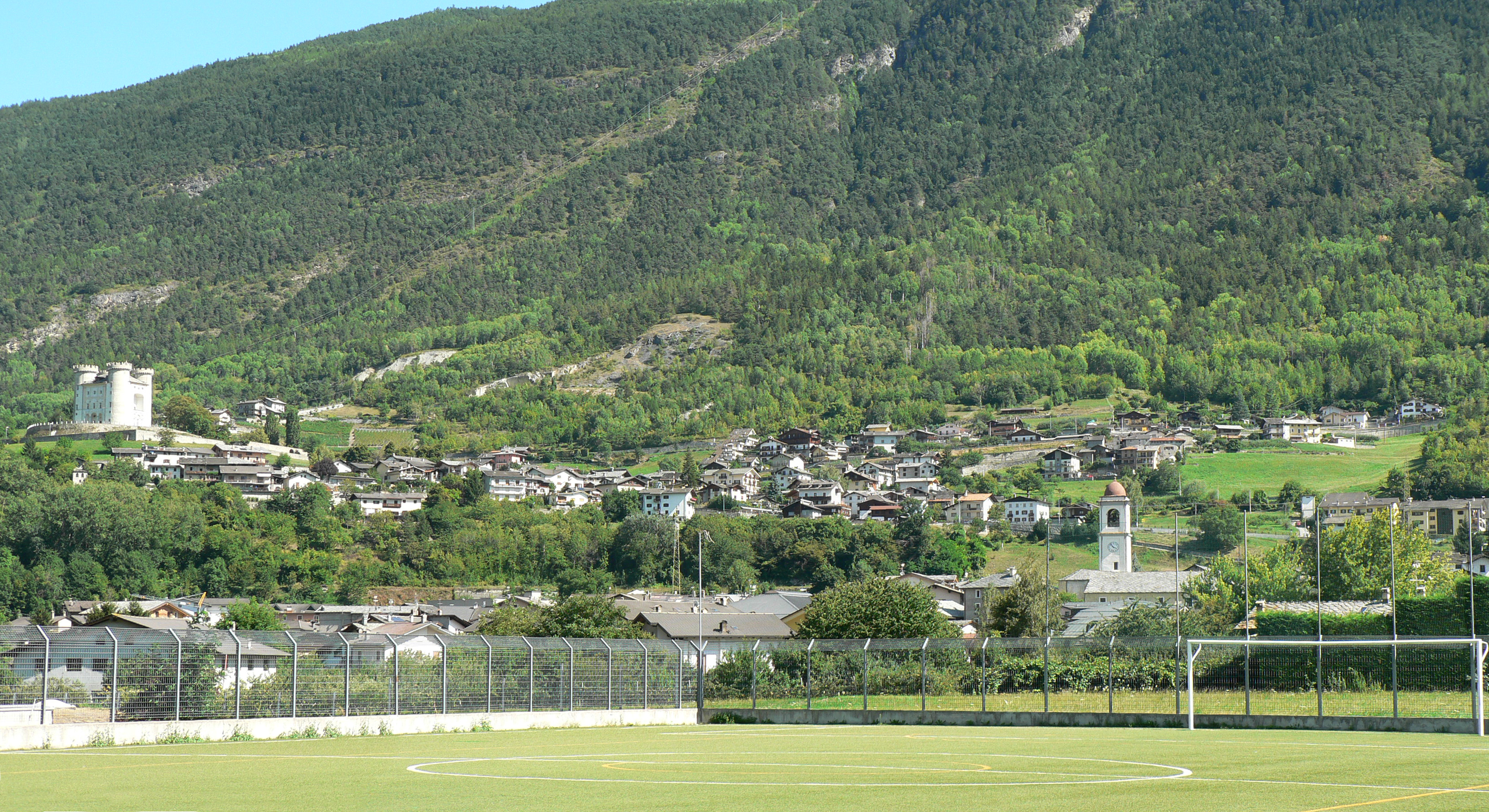
Il borgo visto dal campo da calcio, situato a Les Moulins.

In questo comune gioca l'Aygreville, squadra del campionato di Eccellenza, frutto della fusione, come indica il nome, di tre società rappresentanti Aymavilles, Gressan e Villeneuve;

### Calcio a 5
La squadra del comune è la Aymavilles Calcio a 5. Disputa le gare interne al Pala Grand Paradis.

### Pallavolo
In passato, ha ottenuto buoni risultati l'Aymavilles Volley femminile, capace di vincere alcuni campionati di I Divisione VdA. Oggi è inattivo.

### Sport tradizionali
In questo comune si gioca a palet e a rebatta, caratteristici sport tradizionali valdostani.